# ミレ・ペトロッツァ

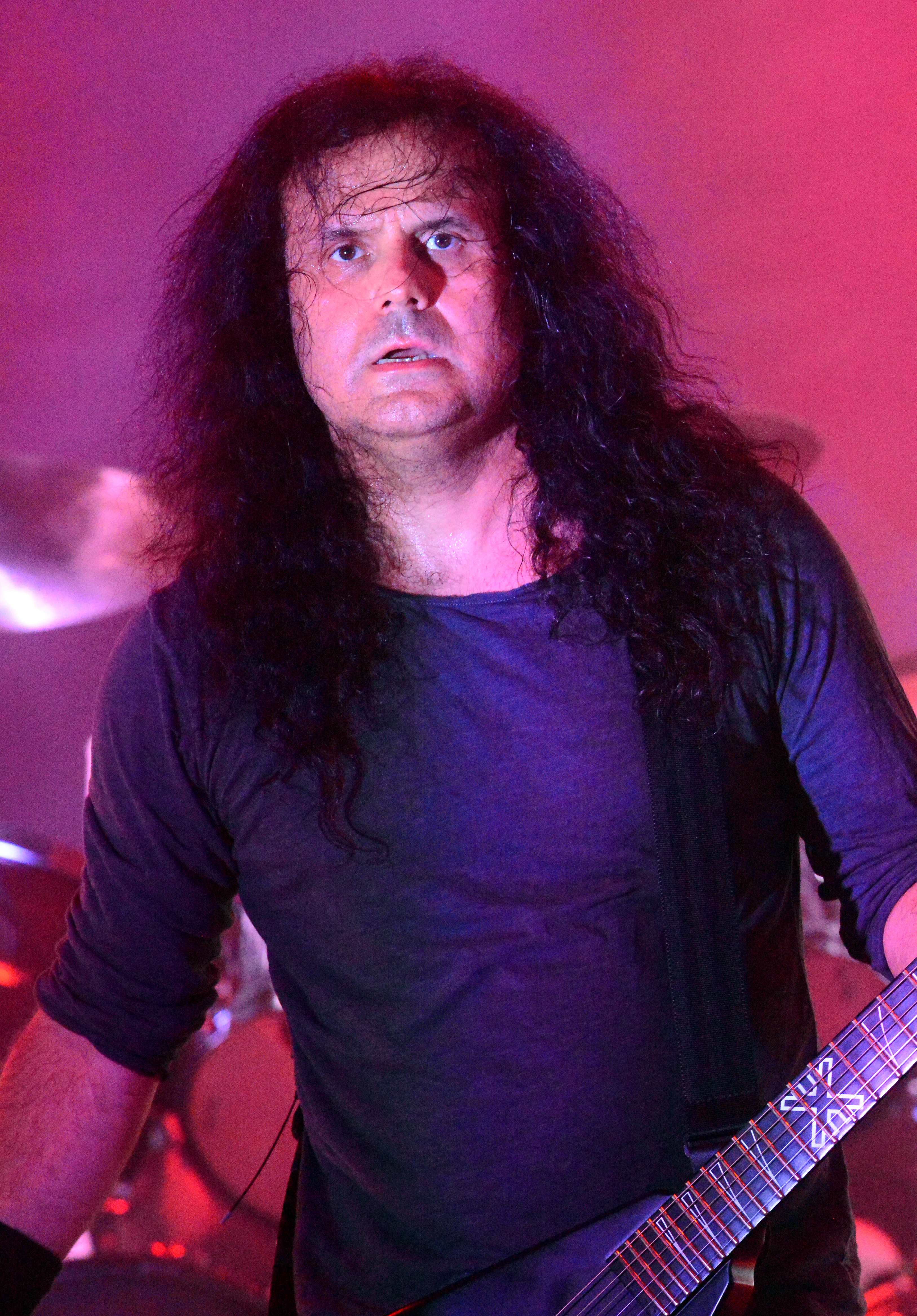
2015年

ミランド・"ミッレ"・ペトロッツァ（Miland "Mille" Petrozza、1967年12月18日  - ）は、イタリア系ドイツ人のミュージシャン。ドイツのスラッシュメタル・バンド「クリーター」のメンバー。西ドイツエッセン出身。

## 来歴
1982年にタイラントとして活動を開始し、1984年にトーメンターに改名したスラッシュメタル・バンド、クリーターのリードボーカリスト兼リズム・ギタリストとして知られる。また、バンドの主要ソングライターであり、同バンドの全アルバムに参加した唯一のメンバーでもある。